# Caoba (color)

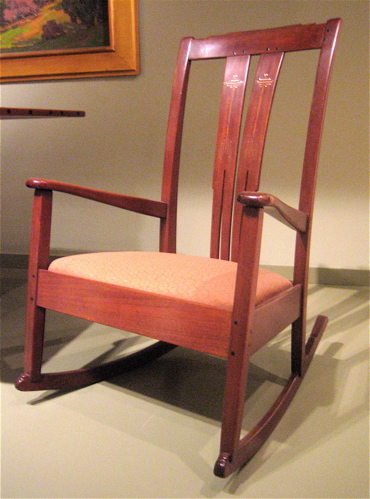
Mecedora de caoba realizada en 1907 en los talleres Peter Hall, de Estados Unidos

Caoba es un color rojo púrpura semioscuro, de saturación moderada, que corresponde específicamente a la coloración de la madera del mismo nombre, perteneciente al árbol llamado caoba de Jamaica (Swietenia mahagoni). Se dice también rojo caoba, aguano y acajou.
El color caoba se diferencia del color vino o vinotinto dado que aquel es de color más purpúreo mientras que este tiende a poseer un tinte más amarronado.
Este color está comprendido en los acervos iconolingüísticos tradicionales de las culturas de América tropical y de Europa.
Debajo se dan muestras del color caoba específico de la madera homónima y de un color caoba inespecífico.
|             | Caoba (específico) | Caoba (específico) | Caoba (inespecífico) |
| HTML        | #C04000            | #A5665D            | #A44850              |
| CMYK        | (0, 67, 100, 25)   | (0, 38, 44, 35)    | (0, 56, 51, 36)      |
| RGB         | (192, 64, 0)       | (165, 102, 93)     | (164, 72, 80)        |
| HSV         | (20°, 100 %, 75 %) | (8°, 44 %, 65 %)   | (355°, 56 %, 64 %)   |
| Referencias | [ 3 ]              | [ 2 ]              | [ 2 ]                |

## Tinte caoba, rojo caoba o abraum
También se ha llamado «caoba» al abraum, un tinte de color ocre rojo de uso tradicional que sirve para dar a la madera el color de la caoba.

## Galería

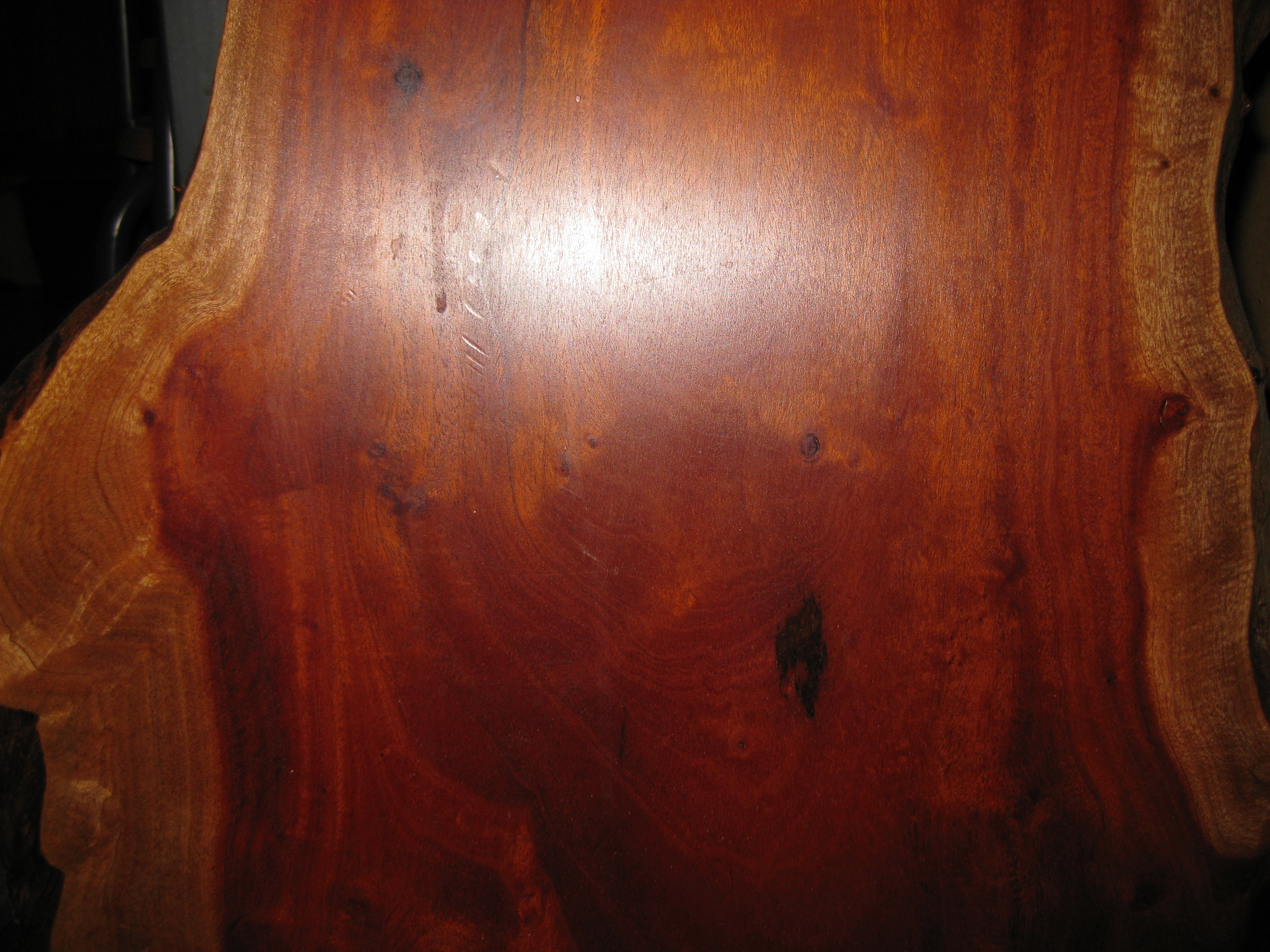
Madera caoba
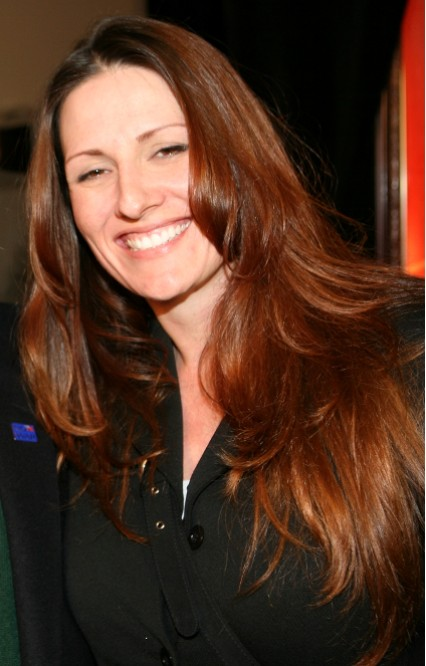
Cabello color caoba.
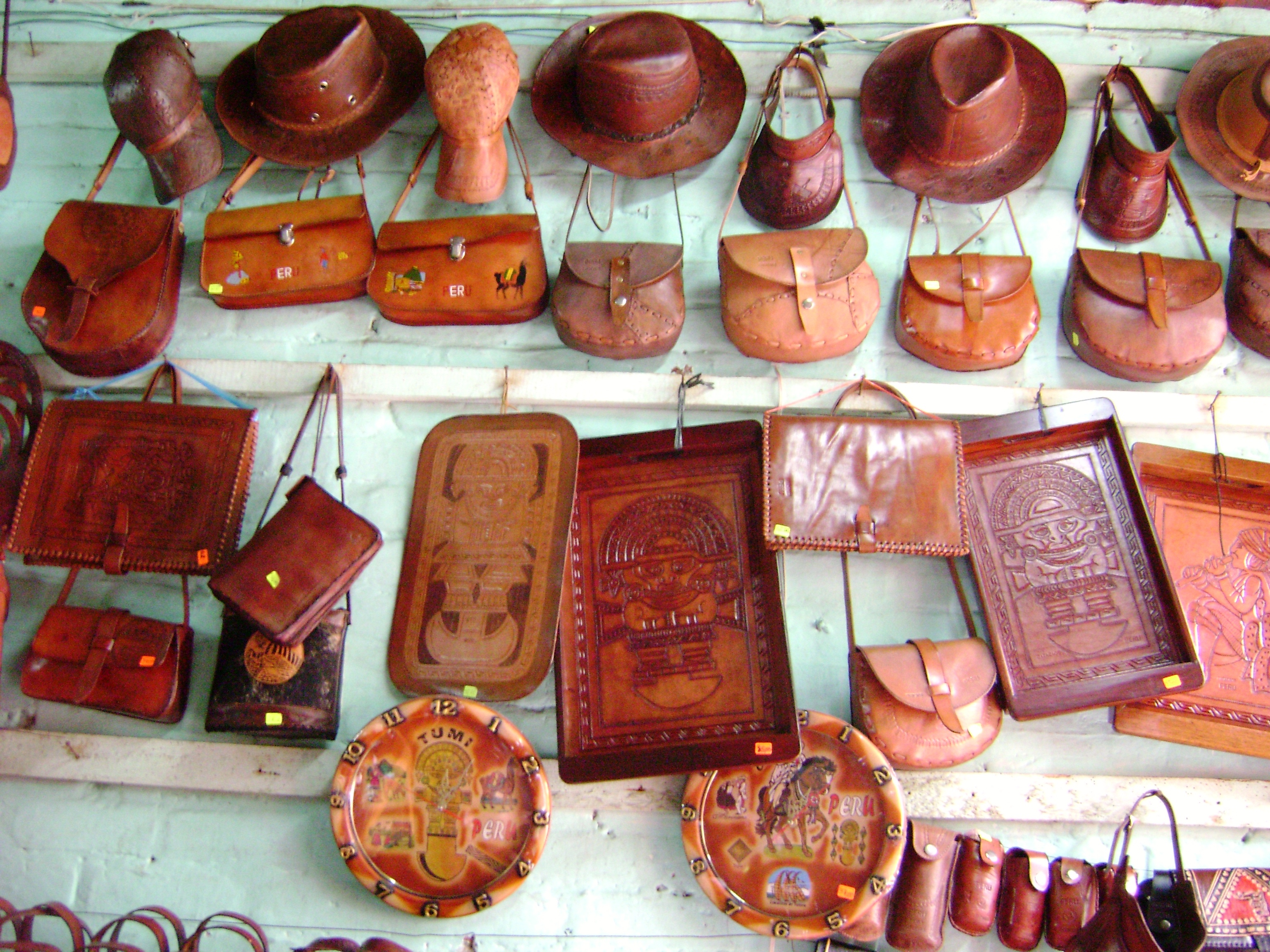
Artesanía peruana en cuero.